# Project Starfighter
Project: Starfighter är ett shoot 'em up-spel i 2D-miljö bestående av öppen källkod samt fri programvara. Det är skrivet av Parallel Realities. Spelet baserar sig på uppdrag och mål, tillhandahåller ett single player-läge och innefattar även en invecklad handling. 
Project: Starfighter finns tillgängligt för GNU/Linux, Mac OS, Sony PSP, QNX, AmigaOS 4 och Xbox.
Det går att hämta hem spelet helt utan kostnad från dess officiella webbplats. 

## Handlingen
WEAPCO är ett vapenföretag som i framtiden har dominerat den kända galaxen med sina AI-drivna stjärnkrigare. Under WEAPCOS ledning börjar människor lida och dö. En ung pilot vid namn Chris Bainfield gör det till sin uppgift att befria sitt hemkvarter från WEAPCOS grepp. Efter det åker han till andra stjärnsystem för att få med sig nya allierade. Chris och hans vänner krigar sig till sist fram till Sol och förstör imperiet WEAPCO.

## Spelupplevelse
Spelet är icke-linjärt vilket tillåter spelaren att välja i vilken ordning denne vill utföra uppdragen. Spelarens farkost The Firefly ("Eldflugan") kan också uppgraderas med ett val av sekundära vapen och förmåga till att förstärka farkostens primära plasmakanoner.
Det erbjuder också datorkontrollerade flygkamrater. Dessa karaktärer fungerar som medhjälpare genom att assistera spelaren på slagfältet. Om flygkamratens farkost blir tillintetgjord, kommer flygkamraten hoppa ut och vara tillgänglig i nästa uppdrag. Några uppdrag kräver dock att flygkamraten på inga villkor tillåts bli dödad.